# José María de Ezpeleta y Enrile
José María de Ezpeleta y Enrile (l'Havana, 1 de març de 1787 - Banhèras de Luishon, 26 de juliol de 1847) fou un militar espanyol, Capità general d'Aragó durant els primers anys de la minoria d'edat d'Isabel II d'Espanya.
Era fill del capità general José de Ezpeleta y Veira de Galdeano, comte d'Ezpeleta de Beire, que va ser governador de Cuba (1785-1789), virrei de Nova Granada (1789-1796) i de Navarra (1814-1820), Germà de Joaquín de Ezpeleta Enrile i Fermín de Ezpeleta Enrile i oncle de Pedro Agustín Girón.
En 1799 va ingressar com a cadet al Cos de Reials Guàrdies Espanyoles. L'aixecament del 2 de maig de 1808 el sorprèn a Barcelona, on és capturat pels francesos, però aconseguí fugir i marxà a Madrid, on va ingressar a la guàrdia valona i es va traslladar a Extremadura, on fou agregat a la Guàrdia Reial i en 1809 va participar en les batalles de Medellín. Almonacid i Ocaña. En 1810 es va retirar a Isla de León i en 1811 participà en la batalla de l'Albuera, raó per la qual fou ascendit a brigadier. En 1813 participà en la batalla de Vitòria i a la batalla de San Marcial, per la que va rebre la creu llorejada de Sant Ferran. En 1814 fou ferit en accions a Tarba i Tolosa de Llenguadoc i fou destinat a sufocar la revolta de Francisco Espoz e Ilundain a Pamplona. Fou ascendit a mariscal de camp i comandant militar de Sant Sebastià fins 1815.
El 1816 fou nomenat segon cap de la Capitania General de Navarra fins a abril de 1820, quan restà en situació de caserna a causa del triomf del pronunciament de Rafael del Riego. En 1820 fou elegit diputat per Navarra al Congrés dels Diputats, càrrec que va ocupar fins 1822. En 1823 es va enfrontar a les tropes franceses manades pel duc d'Angulema. Per això fou separat del servei fins que l'octubre de 1832 és nomenat capità general d'Aragó. En 1833 és ascendit a tinent general i en els inicis de la primera guerra carlina va capturar i executar nombrosos cabdills carlins navarresos, alhora que s'enfrontava a Tomás de Zumalacárregui. En gener de 1835 deixà Aragó i fou nomenat capità general de Castella la Vella. En 1834 fou escollit membre de l'Estamento de Próceres, en 1837 senador per Navarra i en 1843 senador vitalici. També seria vicepresident segon del Senat d'Espanya i gentilhome de cambra de Sa Majestat.